# Jamison Gibson-Park
Jamison Ratu Gibson-Park (Isla Gran Barrera, 23 de febrero de 1992) es un rugbista irlandés, nacido en Nueva Zelanda, que se desempeña como medio scrum y juega en el Leinster Rugby del euroafricano United Rugby Championship. Es internacional con el Trébol desde 2020.

## Biografía
Nació y pasó los primeros 10 años de su vida en la Isla Gran Barrera y luego vivió en la ciudad de Gisborne. Como rugbista destacó en la escuela secundaria y en su último año fue convocado a un equipo colegial de Nueva Zelanda. Esta convocatoria le permitió ser reclutado en 2011 a la Academia de los Taranaki Bulls.
En 2012 se probó para los Baby Blacks, pero no quedó seleccionado. En diciembre de 2023, el Departamento de Justicia de Irlanda anunció que se había convertido en ciudadano del país.

## Carrera
Debutó en la primera de los Taranaki Bulls, un equipo del neozelandés National Provincial Championship. Fue una de las estrellas emergentes de la temporada 2012 y anotó cuatro tries en once partidos.

### Súper Rugby
En 2013 fue contratado por los Blues, una franquicia del Súper Rugby y debutó en la derrota 21–28 ante los Bulls en la cuarta jornada.
En la temporada 2014 sufrió una fractura, perdiéndose la mayoría de los partidos. En el Súper Rugby 2015 jugó en todos los partidos de los Blues y marcó un try.
En octubre de 2015 se lo anunció como el último refuerzo de los Hurricanes, para la temporada 2016.

### Irlanda
En mayo de 2016 enloqueció el mercado al unirse al poderoso Leinster Rugby, de la entonces Liga Celta, para jugar la temporada 2016-17. Actualmente sigue en la provincia y es un titular indiscutido.

## Selección nacional
A fines de 2012 Jamie Joseph lo convocó a los Māori All Blacks, para participar de una gira al Reino Unido. Gibson-Park jugó contra el club inglés Leicester Tigers, un combinado de la Premiership Rugby y finalmente contra la selección canadiense.

### Irlanda
En agosto de 2019 se volvió elegible para jugar con Irlanda según las reglas de elegibilidad de World Rugby.
En octubre de 2020 el técnico Andy Farrell lo seleccionó a Irlanda para disputar las pruebas restantes del Torneo de las Seis Naciones 2020 y debutó contra Italia, entrando como sustituto.
Disputó la titularidad con la estrella Conor Murray, pero ganó el puesto durante las pruebas de fin de año 2021; cuando anotó su primer try contra Japón y jugó un papel clave en la victoria por 29-20 sobre los All Blacks.

### Participaciones en Copas del Mundo
Farrell lo llevó a Francia 2023 como titular indiscutido y formó la bisagra junto al legendario Jonathan Sexton. Jugó todas las pruebas importantes y le marcó un try a los All Blacks.
| Mundial                       | Sede    | Resultado        | PJ | Tries |
| ----------------------------- | ------- | ---------------- | -- | ----- |
| Copa Mundial de Rugby de 2023 | Francia | Cuartos de final | 4  | 2     |